# (16973) Gaspari
(16973) Gaspari (1998 WR19) – planetoida z pasa głównego asteroid okrążająca Słońce w ciągu 3,34 lat w średniej odległości 2,23 j.a. Odkryta 23 listopada 1998 roku.